# Pryšec myrtovitý

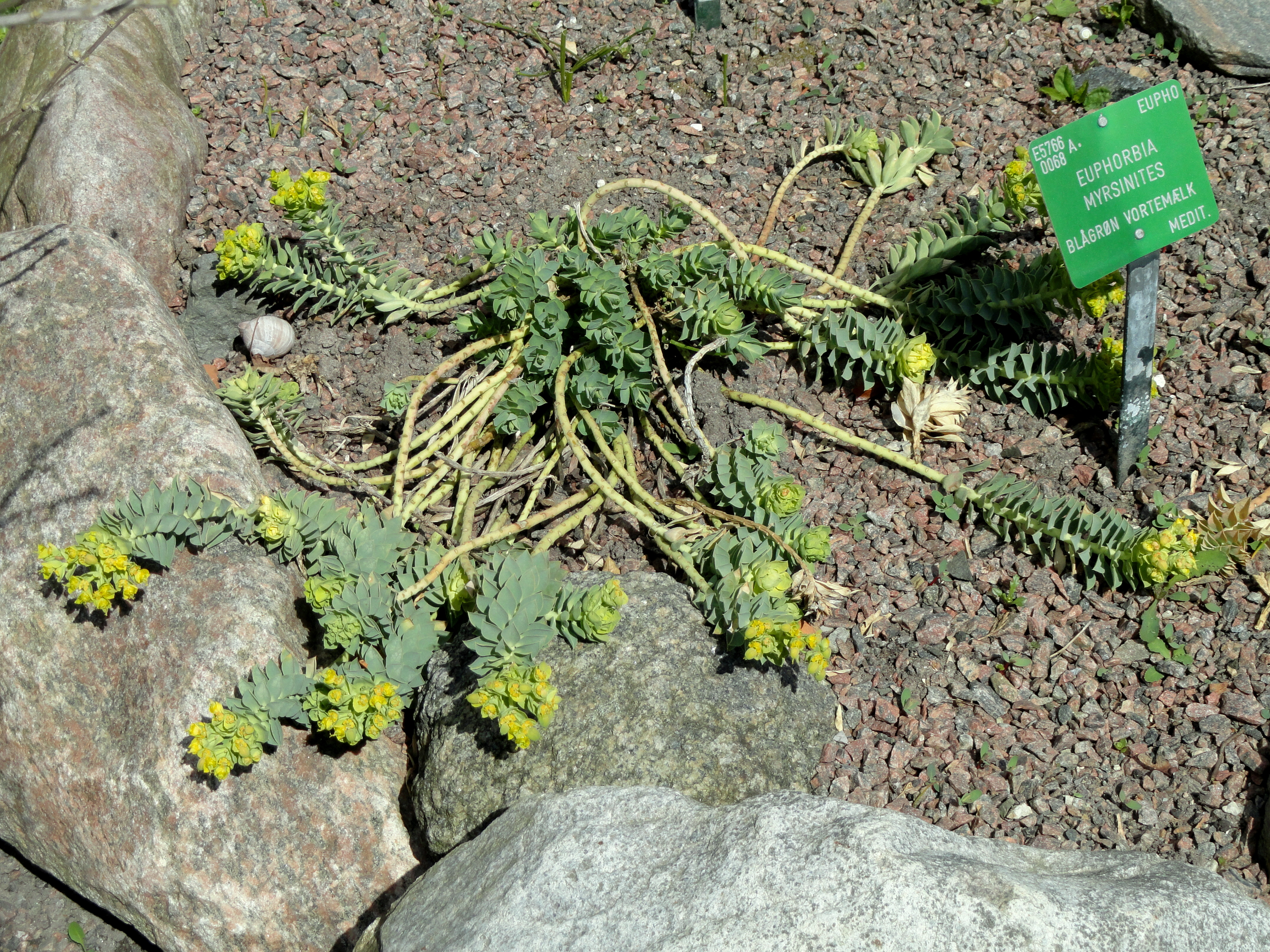
Celá rostlina.

Pryšec myrtovitý (Euphorbia myrsinites) je dvouletá nebo krátce vytrvalá bylina z čeledi pryšcovitých. Kvete od dubna do července. Patří mezi stálezelené rostliny s výrazně šedými tučnými listy, jež jsou považovány za ozdobné. Květy - listeny jsou zbarveny žlutě. Plod je tobolka.

## Rozšíření
Rostlina je původní v jihovýchodní Evropě a Malé Asii, od Itálie přes Balkán po Krym a Turecko. 

## Použití
Rostlina je vhodná pro výsadbu do nádob, skalek, u suchých zídek nebo v xerofytních výsadbách a přírodních zahradách. Případně jako pokryvná rostlina a na zelené střechy.

### Pěstování
Je považována za druh, který se pěstuje snadno. Rostlina preferuje výsluní nebo světlé stanoviště, propustnou půdu, spíše sušší. Pěstuje se ale i v běžné propustné živné půdě s dostatečnou vlhkostí. Snáší přísušky. Rostlina je výrazně alelopatická, ohrožuje výměšky blízké rostliny. Pryšec myrtovitý je třeba po přezimování seřezat, v ČR přezimuje spolehlivě.

## Množení
Druh lze rozmnožovat semenem nebo dělením.